# フジテレビ木曜9時30分枠の連続ドラマ
フジテレビ木曜9時30分枠の連続ドラマ（フジテレビもくようくじさんじゅっぷんわくのれんぞくドラマ）は、1969年4月3日から1972年3月30日までフジテレビ系列が編成していたフジテレビ製作のテレビドラマ放送枠である。帯番組『スター千一夜』と『お茶の間寄席』（第1期）の放送時間変更とともに設けられた。
最終作の『おかしな夫婦』以外はすべて30分作品で、いずれも日立製作所の一社提供で放送。この枠唯一の56分作品である『おかしな夫婦』は、日立製作所以外の複数企業による提供で放送された。

## 編成時間
いずれも日本標準時。
- 木曜 21:30 - 22:00 （1969年4月3日 - 1971年9月30日）
- 木曜 21:30 - 22:26 （1971年10月7日 - 1972年3月30日） - 『おかしな夫婦』のみが該当。

## 放送作品一覧
- 暖春（1969年4月3日 - 6月25日）
- 愛ある限り（1969年7月3日 - 1969年9月25日）
- ある美人の一生（1969年10月2日 - 1970年1月29日）
- 孤島の太陽（1970年2月5日 - 4月30日）
- 恋人はLサイズ（1970年5月7日 - 9月24日）
- 兄貴の恋人（1970年10月1日 - 12月24日）
- 兄貴の花嫁（1971年1月7日 - 3月25日）
- 花嫁のれん（1971年4月1日 - 9月30日）
- おかしな夫婦（1971年10月7日 - 1972年3月30日）

参考：『タイムテーブルからみたフジテレビ50年史』フジテレビ編成制作局知財情報センター調査部、2009年、41 - 51頁。